# محوطه قبرستان
محوطه قبرستان مربوط به دوران‌های تاریخی پس از اسلام است و در شهرستان تاکستان، روستای بزرلجین واقع شده و این اثر در تاریخ ۲۸ فروردین ۱۳۸۰ با شمارهٔ ثبت ۳۷۲۴ به‌عنوان یکی از آثار ملی ایران به ثبت رسیده است.